# Johannes Andersen (Langstreckenläufer)
Einar Harry Johannes Andersen (* 29. September 1888 in Oslo; † 2. Dezember 1967 ebenda) war ein norwegischer Langstreckenläufer.
Bei den Olympischen Spielen 1912 in Stockholm kam er im Crosslauf in der Mannschaftswertung auf den vierten und in der Einzelwertung auf den 22. Platz.